# Puchar Polski (województwo śląskie) w piłce nożnej mężczyzn
Puchar Polski w piłce nożnej mężczyzn na szczeblu województwa śląskiego – cykliczne rozgrywki piłkarskie, organizowane co roku przez Śląski Związek Piłki Nożnej (ŚlZPN) dla polskich drużyn klubowych (zarówno amatorskich, jak i profesjonalnych). Zdobywca otrzymuje prawo udziału w rozgrywkach o Puchar Polski na szczeblu centralnym.
W obecnej formie rozgrywki toczone są od sezonu 2000/2001, co było następstwem reformy administracyjnej przeprowadzonej w Polsce w 1999 roku, której założeniem było utworzenie 16 województw (w tym województwa śląskiego). Wcześniej istniało 49 województw i wyłaniano zdobywców Pucharu Polski w każdym województwie (w tym województwie katowickim, częstochowskim, bielskim).
Najpierw wyłaniani są zwycięzcy w każdym z 12 podokręgów (Częstochowa, Lubliniec, Zabrze, Bytom, Katowice, Sosnowiec, Rybnik, Tychy, Racibórz, Skoczów, Bielsko-Biała, Żywiec). Dwunastu triumfatorów kontynuuje rozgrywki na szczeblu wojewódzkim. Zwycięzca zdobywa Puchar Polski na szczeblu województwa śląskiego i reprezentuje region w rozgrywkach ogólnokrajowych.

## Zdobywcy Pucharu Polski na szczeblu województwa śląskiego[1]
| Sezon   | podokręg Częstochowa                  | podokręg Lubliniec                    | podokręg Zabrze       | podokręg Bytom         | podokręg Katowice    | podokręg Sosnowiec         | podokręg Rybnik               | podokręg Tychy            | podokręg Racibórz | podokręg Skoczów     | podokręg Bielsko-Biała        | podokręg Żywiec        | Puchar Polski ŚlZPN           |
| ------- | ------------------------------------- | ------------------------------------- | --------------------- | ---------------------- | -------------------- | -------------------------- | ----------------------------- | ------------------------- | ----------------- | -------------------- | ----------------------------- | ---------------------- | ----------------------------- |
| 2000/01 | Grom Victoria Częstochowa             | Grom Victoria Częstochowa             | Walka Makoszowy       | Rozbark Bytom          | MK Górnik Katowice   | Victoria II Jaworzno       | Pierwszy Chwałowice           | MKS Lędziny               | Górnik Pszów      | Pasjonat Dankowice   | Pasjonat Dankowice            | Pasjonat Dankowice     | Rozbark Bytom                 |
| 2001/02 | Znicz Kłobuck                         | Znicz Kłobuck                         | Walka Makoszowy       | Rozbark Bytom          | Rozwój Katowice      | Victoria Jaworzno          | Górnik Jastrzębie             | MKS Lędziny               | Unia Racibórz     | Beskid Skoczów       | BBTS Bielsko-Biała            | Koszarawa Żywiec       | Unia Racibórz                 |
| 2002/03 | Raków Częstochowa                     | Raków Częstochowa                     | ŁTS Łabędy            | Rozbark Bytom          | Grunwald Halemba     | Zapora Przeczyce           | Odra II Wodzisław Śląski      | GKS Tychy '71             | Unia Racibórz     | Kuźnia Ustroń        | Zapora Porąbka                | Koszarawa Żywiec       | Raków Częstochowa             |
| 2003/04 | Raków Częstochowa                     | Raków Częstochowa                     | Carbo Gliwice         | Polonia Bytom          | Grunwald Halemba     | Czarni Sosnowiec           | Energetyk ROW Rybnik          | Ogrodnik Cielmice         | Przyszłość Rogów  | LKS Pogórze          | LKS Czaniec                   | Koszarawa Żywiec       | Koszarawa Żywiec              |
| 2004/05 | Raków Częstochowa                     | Raków Częstochowa                     | Przyszłość Ciochowice | Polonia Bytom          | Grunwald Halemba     | Górnik Piaski              | Górnik Jastrzębie             | GKS Tychy '71             | Naprzód Syrynia   | Beskid Skoczów       | BKS Stal Bielsko-Biała        | Czarni-Góral Żywiec    | GKS Tychy '71                 |
| 2005/06 | Raków Częstochowa i KS Częstochowa    | Raków Częstochowa i KS Częstochowa    | Gwarek Zabrze         | Ruch Radzionków        | Rozwój Katowice      | Sarmacja Będzin            | Polonia Marklowice            | Pniówek Pawłowice         | Przyszłość Rogów  | Beskid Skoczów       | BKS Stal Bielsko-Biała        | Koszarawa Żywiec       | Przyszłość Rogów              |
| 2006/07 | KS Częstochowa i Victoria Częstochowa | KS Częstochowa i Victoria Częstochowa | ŁTS Łabędy            | Ruch Radzionków        | Rozwój Katowice      | Sarmacja Będzin            | GKS Jastrzębie                | GKS Tychy '71             | Przyszłość Rogów  | Beskid Skoczów       | MRKS Czechowice-Dziedzice     | Jedność Wiepsz         | GKS Tychy '71                 |
| 2007/08 | Raków Częstochowa i KS Częstochowa    | Raków Częstochowa i KS Częstochowa    | Carbo Gliwice         | Ruch Radzionków        | Górnik Wesoła        | Źródło Kromołów            | Energetyk ROW Rybnik          | Pniówek Pawłowice         | Przyszłość Rogów  | Beskid Brenna        | Rekord Bielsko-Biała          | Koszarawa Żywiec       | Pniówek Pawłowice             |
| 2008/09 | KS Częstochowa i Zieloni Żarki        | KS Częstochowa i Zieloni Żarki        | Carbo Gliwice         | Ruch Radzionków        | MK Górnik Katowice   | Sarmacja Będzin            | Energetyk ROW Rybnik          | Krupiński Suszec          | Przyszłość Rogów  | Kuźnia Ustroń        | BKS Stal Bielsko-Biała        | Czarni-Góral Żywiec    | Ruch Radzionków               |
| 2009/10 | KS Częstochowa i Victoria Częstochowa | KS Częstochowa i Victoria Częstochowa | Gwarek Ornontowice    | Gwarek Tarnowskie Góry | Rozwój Katowice      | Unia Dąbrowa Górnicza      | Energetyk ROW Rybnik          | Leśnik Kobiór             | LKS 1908 Nędza    | Błyskawica Drogomyśl | BKS Stal Bielsko-Biała        | LKS Radziechowy        | Rozwój Katowice               |
| 2010/11 | Skra Częstochowa                      | Orzeł Babienica-Psary                 | Gwarek Ornontowice    | Rozbark Bytom          | Rozwój II Katowice   | Zagłębiak Dąbrowa Górnicza | Energetyk ROW Rybnik          | Pniówek Pawłowice         | Przyszłość Rogów  | KS Wisła             | Rekord Bielsko-Biała          | Skałka Żabnica         | Rozwój II Katowice            |
| 2011/12 | Raków II Częstochowa                  | MLKS Woźniki                          | Concordia Knurów      | Szombierki Bytom       | AKS II Mikołów       | Sarmacja Będzin            | GKS 1962 Jastrzębie           | Polonia Łaziska Górne     | Przyszłość Rogów  | KS Wisła             | BKS Stal Bielsko-Biała        | Czarni-Góral Żywiec    | Polonia Łaziska Górne         |
| 2012/13 | Skra II Częstochowa                   | MLKS Woźniki                          | Przyszłość Ciochowice | Szombierki Bytom       | Górnik Wesoła        | Sarmacja Będzin            | Polonia Marklowice            | Nadwiślan Góra            | Przyszłość Rogów  | KS Wisła             | Rekord Bielsko-Biała          | Czarni-Góral Żywiec    | Skra II Częstochowa           |
| 2013/14 | LKS Kamienica Polska                  | MLKS Woźniki                          | Górnik II Zabrze      | Szombierki Bytom       | Grunwald Halemba     | Sarmacja Będzin            | Dąb Dębieńsko                 | Pniówek Pawłowice         | Silesia Lubomia   | Beskid 09 Skoczów    | LKS Czaniec                   | Czarni-Góral Żywiec    | Pniówek Pawłowice             |
| 2014/15 | Skra Częstochowa                      | Unia Kalety                           | Piast II Gliwice      | Polonia Bytom          | Grunwald Halemba     | Unia Ząbkowice             | GKS 1962 Jastrzębie           | GTS Bojszowy              | Silesia Lubomia   | Beskid 09 Skoczów    | LKS Czaniec                   | GKS Radziechowy-Wieprz | Grunwald Halemba              |
| 2015/16 | Płomień Kuźnica Marianowa             | Unia Kalety                           | Górnik II Zabrze      | Ruch Radzionków        | Górnik 09 Mysłowice  | Tęcza Błędów               | GKS 1962 Jastrzębie           | MKS Lędziny               | Dąb Gaszowice     | WSS Wisła            | Rekord Bielsko-Biała          | GKS Radziechowy-Wieprz | GKS 1962 Jastrzębie           |
| 2016/17 | MKS Myszków                           | MLKS Woźniki                          | Górnik II Zabrze      | Ruch Radzionków        | Pogoń II Ruda Śląska | Warta Zawiercie            | Odra Centrum Wodzisław Śląski | MKS Lędziny               | Dąb Gaszowice     | WSS Wisła            | Rekord Bielsko-Biała          | GKS Radziechowy-Wieprz | Rekord Bielsko-Biała          |
| 2017/18 | Skra Częstochowa                      | Warta Kamieńskie Młyny                | KS 94 Rachowice       | Gwarek Tarnowskie Góry | Śląsk Świętochłowice | RKS Grodziec               | Unia Książenice               | Polonia Łaziska Górne     | Dąb Gaszowice     | WSS Wisła            | Spójnia Landek                | GKS Radziechowy-Wieprz | Śląsk Świętochłowice          |
| 2018/19 | Polonia Poraj                         | Mechanik Kochcice                     | Górnik II Zabrze      | Polonia Bytom          | Podlesianka Katowice | Warta Zawiercie            | Odra Wodzisław Śląski         | Pniówek Pawłowice         | Dąb Gaszowice     | Błyskawica Drogomyśl | Rekord Bielsko-Biała          | GKS Radziechowy-Wieprz | Rekord Bielsko-Biała          |
| 2019/20 | Raków II Częstochowa                  | Ruch Kochanowice                      | Młodość Rudno         | Szombierki Bytom       | Slavia Ruda Śląska   | Unia Dąbrowa Górnicza      | ROW 1964 Rybnik               | Pniówek Pawłowice         | Unia Turza Śląska | Błyskawica Drogomyśl | Spójnia Landek                | Soła Rajcza            | Pniówek Pawłowice             |
| 2020/21 | MKS Myszków                           | Unia Kalety                           | Górnik II Zabrze      | Szombierki Bytom       | Ruch Chorzów         | Unia Dąbrowa Górnicza      | ROW 1964 Rybnik               | Pniówek Pawłowice         | LKS Krzyżanowice  | Kuźnia Ustroń        | Rekord Bielsko-Biała          | Orzeł Łękawica         | Rekord Bielsko-Biała          |
| 2021/22 | Raków II Częstochowa                  | MLKS Woźniki                          | Gwarek Ornontowice    | Polonia Bytom          | GKS II Katowice      | Unia Dąbrowa Górnicza      | ROW 1964 Rybnik               | GKS II Tychy              | Unia Turza Śląska | Tempo Puńców         | Rekord Bielsko-Biała          | Orzeł Łękawica         | Rekord Bielsko-Biała          |
| 2022/23 | Unia Rędziny                          | MLKS Woźniki                          | Górnik II Zabrze      | Polonia Bytom          | AKS Mikołów          | Sarmacja Będzin            | Odra Wodzisław Śląski         | GKS II Tychy              | Unia Turza Śląska | Tempo Puńców         | Spójnia Landek                | GKS Radziechowy-Wieprz | Polonia Bytom                 |
| 2023/24 | Victoria Częstochowa                  | Unia Kalety                           | Górnik II Zabrze      | Drama Zbrosławice      | Ruch II Chorzów      | Zagłębie II Sosnowiec      | ROW 1964 Rybnik               | LKS Goczałkowice-Zdrój    | Unia Turza Śląska | Beskid 09 Skoczów    | Podbeskidzie II Bielsko-Biała | Orzeł Łękawica         | Podbeskidzie II Bielsko-Biała |
| 2024/25 | Victoria Częstochowa                  | Unia Kalety                           | Górnik II Zabrze      | Szombierki Bytom       | GKS II Katowice      | Zagłębie II Sosnowiec      | ROW 1964 Rybnik               | LKS II Goczałkowice-Zdrój | Unia Racibórz     | Tempo Puńców         | BKS Stal Bielsko-Biała        | Orzeł II Łękawica      | LKS II Goczałkowice-Zdrój     |
| 2025/26 | [ 28 ]                                | [ 29 ]                                | [ 30 ]                | [ 31 ]                 | [ 32 ]               | [ 33 ]                     | [ 34 ]                        | [ 35 ]                    | [ 36 ]            | [ 37 ]               | [ 38 ]                        | [ 39 ]                 |                               |

Uwagi:
- w sezonie 2000/2001 podokręg bielski, skoczowski i żywiecki wyłonili wspólnego zwycięzcę, z tym że finalista również miał prawo gry na szczeblu wojewódzkim,
- od sezonu 2000/2001 do 2004/2005 podokręg częstochowski i lubliniecki wyłaniali wspólnego zwycięzcę, z tym że finalista (oprócz edycji 2000/2001) również miał prawo gry na szczeblu wojewódzkim,
- od sezonu 2005/2006 do 2009/2010 w podokręgu częstochowskim prowadzącym rozgrywki wspólnie z podokręgiem lublinieckim nie rozgrywano meczu finałowego, obydwa zespoły miały prawo gry na szczeblu wojewódzkim.

## Mecze finałowe[1]
Dotychczasowi zdobywcy Pucharu Polski na szczeblu województwa śląskiego reprezentowali następujące podokręgi: 

7 razy - podokręg Tychy, 

5 razy - podokręg Bielsko-Biała, 

4 razy - podokręg Katowice, 

3 razy - podokręg Bytom, 

2 razy - podokręg Racibórz, Częstochowa, 

1 raz - podokręg Żywiec, Rybnik.
| Sezon   | Miejsce i data                 | Drużyna                       | Wynik          | Drużyna                |
| ------- | ------------------------------ | ----------------------------- | -------------- | ---------------------- |
| 2000/01 | Bytom, 20.06.2001              | Rozbark Bytom                 | 2:1            | Walka Makoszowy        |
| 2001/02 | Żywiec, 19.06.2002             | Koszarawa Żywiec              | 1:2 dogr.      | Unia Racibórz          |
| 2002/03 | Bytom, 11.06.2003              | Rozbark Bytom                 | 0:5            | Raków Częstochowa      |
| 2003/04 | Częstochowa, 16.06.2004        | Raków Częstochowa             | 1:2            | Koszarawa Żywiec       |
| 2004/05 | Bielsko-Biała, 21.06.2005      | BKS Stal Bielsko-Biała        | 0:2            | GKS Tychy '71          |
| 2005/06 | Pawłowice Śl., 21.06.2006      | Pniówek Pawłowice             | 1:1, karne 7:8 | Przyszłość Rogów       |
| 2006/07 | Rogów, 16.06.2007              | Przyszłość Rogów              | 1:4 dogr.      | GKS Tychy '71          |
| 2007/08 | Pawłowice Śl., 17.06.2008      | Pniówek Pawłowice             | 6:2            | Koszarawa Żywiec       |
| 2008/09 | Żarki, 16.06.2009              | Zieloni Żarki                 | 1:4            | Ruch Radzionków        |
| 2009/10 | Rybnik, 22.06.2010             | Energetyk ROW Rybnik          | 0:2            | Rozwój Katowice        |
| 2010/11 | Katowice, 14.06.2011           | Rozwój II Katowice            | 2:1            | Energetyk ROW Rybnik   |
| 2011/12 | Bytom, 13.06.2012              | Szombierki Bytom              | 2:2, karne 5:6 | Polonia Łaziska Górne  |
| 2012/13 | Częstochowa, 18.06.2013        | Skra II Częstochowa           | 1:0 dogr.      | Rekord Bielsko-Biała   |
| 2013/14 | Pawłowice Śl., 17.06.2014      | Pniówek Pawłowice             | 4:1            | Szombierki Bytom       |
| 2014/15 | Ruda Śląska, 19.06.2015        | Grunwald Halemba              | 5:1            | LKS Czaniec            |
| 2015/16 | Bielsko-Biała, 08.06.2016      | Rekord Bielsko-Biała          | 0:2            | GKS 1962 Jastrzębie    |
| 2016/17 | Bytom, 24.06.2017              | Ruch Radzionków               | 0:1            | Rekord Bielsko-Biała   |
| 2017/18 | Łaziska Górne, 13.06.2018      | Polonia Łaziska Górne         | 0:1            | Śląsk Świętochłowice   |
| 2018/19 | Bielsko-Biała, 12.06.2019      | Rekord Bielsko-Biała          | 7:1            | Górnik II Zabrze       |
| 2019/20 | Częstochowa, 04.08.2020        | Raków II Częstochowa          | 1:3            | Pniówek Pawłowice      |
| 2020/21 | Pawłowice Śl., 15.06.2021      | Pniówek Pawłowice             | 2:5            | Rekord Bielsko-Biała   |
| 2021/22 | Katowice, 15.06.2022           | GKS II Katowice               | 1:3            | Rekord Bielsko-Biała   |
| 2022/23 | Kamyk, 13.06.2023              | Unia Rędziny                  | 2:3            | Polonia Bytom          |
| 2023/24 | Bielsko-Biała, 04.06.2024      | Podbeskidzie II Bielsko-Biała | 0:0, karne 4:1 | LKS Goczałkowice-Zdrój |
| 2024/25 | Goczałkowice-Zdrój, 11.06.2025 | LKS II Goczałkowice-Zdrój     | 3:0            | GKS II Katowice        |